# Mikael Gam
Pour les articles homonymes, voir Gam.
Mikael Gam, né le 14 février 1901 à Sinding (Danemark) et mort le 24 mai 1982 à Virum (Danemark), est un homme politique danois, ancien ministre et ancien député au Parlement (le Folketing).

## Décoration
- Commandeur de l'ordre du Dannebrog

### Sources
- (da) Cet article est partiellement ou en totalité issu de l’article de Wikipédia en danois intitulé « Mikael Gam » (voir la liste des auteurs).